# László László János
László László János (Szentmárton (Vas vármegye), 1799. szeptember 27. – ?) piarista tanár.

## Élete
1818. október 8-án Privigyén lépett a rendbe, ahol 1819-20-ban novícius és 1821-ben Szentgyörgyön tanár volt. 1821. október 9-én fogadalmat tett. 1822-1823-ban Vácon a bölcseletet hallgatta, 1824-ben Trencsénben tartózkodott, 1825-26-ban helyettes tanár volt ugyanott, 1827-30-ban a gimnázium alsó osztályaiban tanított Nagykárolyban, 1831-32-ben Debrecenben, 1833-ban Kecskeméten, 1834-36-ban Szentgyörgyön. 1836 augusztusában fogadalma alól felmentve, a rendből kilépett.

## Művei
- A tiszteletnek és szeretetnek áldozatja, mellyel Hám János szathmári püspök ő nagysága szép erkölcseinek hódoltak a nagy-károlyi kegyes iskolák 1829. eszt. felderülése alkalmával. Nagy-Károly (költemény)
- A magyar ifjúnak szivesérzésű köszöntései édes hozzátartozdandóihoz. Születés, név és uj esztendő alkalmával, néhány próbatételek előtt és után mondódni szokott felszólításokkal az ifjuságnak útmutatásul közrebocsájtotta. Uo. 1829
- Öröm-dal, mellyel mélt. és ft. Laitsák Ferencz nagyváradi püspök ő nagyságának a nagykárolyi kegyes iskolák nevendék ifjusága hodoló tisztelettel áldozik az 1829. eszt. fel-jöttével. Uo.
- Dal, melyel mélt. vécsei és hajnáskői szabad zászlós ifjabb Vécsey Miklós ... cs. kir. kamarást midőn ... Szathmár vármegyei főispánságának helytartói székébe iktattatnék, a nagy-károlyi ájtatos iskolák üdvözlették 1829. Uo.
- Tek. nemes n. Rakovszky Dániel úrnak, Debreczen városa főbirájának ... midőn ő kir. apostoli felségétől I. Ferencz koronás atyánktól nagy-, polgári-, lánczon függő érdemjellel díszesítetnének (?) ajánlják a debreczeni kegyes oskolák. Debreczen, 1831 (költemény)
- Ode ill. et rev. dni Francisci Laitsák, episcopi M. Váradiensis ... honoribus, dum per almam dioecesim Magno-Varadiensem ecclesias Dei canonice visitaturus Debrecinum veniret, devotissime d. d. d. a collegio scholarum piarum 1831. Uo.